# クィントゥス・カエディキウス・ノクトゥア
クィントゥス・カエディキウス・ノクトゥア（ラテン語: Quintus Caedicius Noctua、生没年不明）は紀元前3世紀初頭の共和政ローマの政治家・軍人。紀元前289年に執政官（コンスル）を務めた。

## 出自
プレブス（平民）であるカエディキウス氏族の出身。ノクトゥアは氏族としては初の執政官である。カエディキウス氏族の著名人としては、紀元前475年の護民官ルキウス・カエディキウスや、紀元前390年のガリア人のローマ侵略の際に、マルクス・フリウス・カミッルスの追放解除を求めたマルクス・カエディキウスがいるが、氏族の歴史は詳しく分からない。
ノクトゥアの父のプラエノーメン（第一名、個人名）はクィントゥスであるが、経歴は不明である。紀元前293年に執政官ルキウス・パピリウス・クルソルのレガトゥス（副官）としてアクイロニアの戦いで騎兵を率い、戦死したガイウス・カエディキウスはおそらく兄弟である。紀元前256年の執政官クィントゥス・カエディキウスは息子である。

## 経歴
紀元前289年、ノクトゥアは執政官に就任。同僚執政官はマルクス・ウァレリウス・マクシムス・コッリヌスであった。ティトゥス・リウィウスの『ローマ建国史』、ディオニュシオスの『ローマ古代誌』、ディオドロスの『歴史叢書』といった主要な歴史書がこの年代は断片しか残っておらず、業績は不明である。
紀元前283年には監察官（ケンソル）に就任、同僚監察官の名前は欠落しており不明である。しかし、理由は不明であるが途中辞任しており、おそらくは同僚の死亡によると思われる。

## 参考資料
- ティトゥス・リウィウス『ローマ建国史』
- ハリカルナッソスのディオニュシオス『ローマ古代誌』
- プルタルコス『対比列伝』
- ゾナラス『歴史梗概』
- アッピアノス『ローマ史』
- カピトリヌスのファスティ
- Hans Georg Gundel : Caedicius . In: The Little Pauly 1 (1964)
- T. Robert S. Broughton, The Magistrates of the Roman Republic, American Philological Association (1952–1986).